# جينغ جينغ لو
جينغ جينغ لو هي ملحنة صينية، ولدت في 1953 في بكين في الصين.

## وصلات خارجية
- الموقع الرسمي
- جينغ جينغ لو على موقع ميوزك برينز (الإنجليزية)
- جينغ جينغ لو على موقع ديسكوغز (الإنجليزية)